# Seana Bhraigh
Seana Bhraigh är ett berg i Storbritannien.   Det ligger i kommunen Highland och riksdelen Skottland, i den norra delen av landet, 800 km norr om huvudstaden London. Toppen på Seana Bhraigh är 927 meter över havet, eller 255 meter över den omgivande terrängen. Bredden vid basen är 3,0 km.
Terrängen runt Seana Bhraigh är huvudsakligen kuperad. Trakten runt Seana Bhraigh är nära nog obefolkad, med mindre än två invånare per kvadratkilometer. Närmaste större samhälle är Ullapool, 18,2 km väster om Seana Bhraigh. Trakten runt Seana Bhraigh består i huvudsak av gräsmarker.